# Crispí i Crispinià
Crispí i Crispinià van ser dos germans cristians, martiritzats al final del segle iii a Roma. Venerats com a sants, són els patrons tradicionals, a tot Europa, dels sabaters i, per extensió, d'altres oficis relacionats amb la pell. La festivitat es commemora el 25 d'octubre.

## Vida i llegenda
La seva vida no es coneix més que per la llegenda. Germans bessons, havien nascut en una família noble al segle iii. Van ser perseguits per la seva fe cristiana i van fugir de Roma, arribant a Soissons. Allí van predicar el cristianisme als gals i, de nit, feien i arreglaven sabates per a guanyar-se la vida. De tota manera, feien les sabates per als pobres i no els cobraven res. Van aconseguir moltes conversions, per la qual cosa, el governador Rictus Varus els va fer detenir, torturar i decapitar, cap al 286.
Una tradició diu que l'emperador Maximià, que era de pas a la zona, va ésser-ne el jutge del seu procés. Com que van refusar d'abjurar del cristianisme, van ser sotmesos a nombrosos turments: van ficar cunyes punxegudes per sota les ungles (però les punxes van saltar-ne sense fer-los mal i van ferir els botxins), van ser llençats a una cisterna plena de plom fos (tampoc no van patir mal i el plom saltà a l'ull del botxí, deixant-lo borni), etc. Finalment, van ser ficats a una caldera d'oli bullent, però uns àngels els van treure i Varus, desesperat, s'hi llençà endins. L'endemà, van ser decapitats i van morir.
Al segle vi, una església s'aixecà en honor seu a Soissons, però no serà fins al 650 que Sant Eloi troba a l'església les seves sepultures. Sobre elles s'aixecarà l'abadia de Sant Crispí el Gran, avui desapareguda. Part de les relíquies són avui a Roma, a l'església de San Lorenzo in Panisperna. Altres van ser enviades per Carlemany a la catedral d'Osnabrück, dedicada als sants.
Nombreses llegendes i elements fabulosos van afegir-se a la seva vida, i el seu culte es va estendre ràpidament arreu d'Europa.

## Llegenda anglesa
Si els francesos han situat la llegenda a Soissons, els anglesos ho han fet a la ciutat de Faversham, a Kent (Anglaterra). Diferents variants de la llegenda els fan naturals del lloc i morts a Canterbury, o només habitants de Faversham, on els sants haurien arribat fugint de Roma; hi van viure i des de Faversham van anar a Soissons on van ser morts. Això fa que sigui un sant popular a Anglaterra, present a obres de Shakespeare com Julius Caesar o Henry V, amb el famós "discurs del dia de Sant Crispí" a l'acte IV.

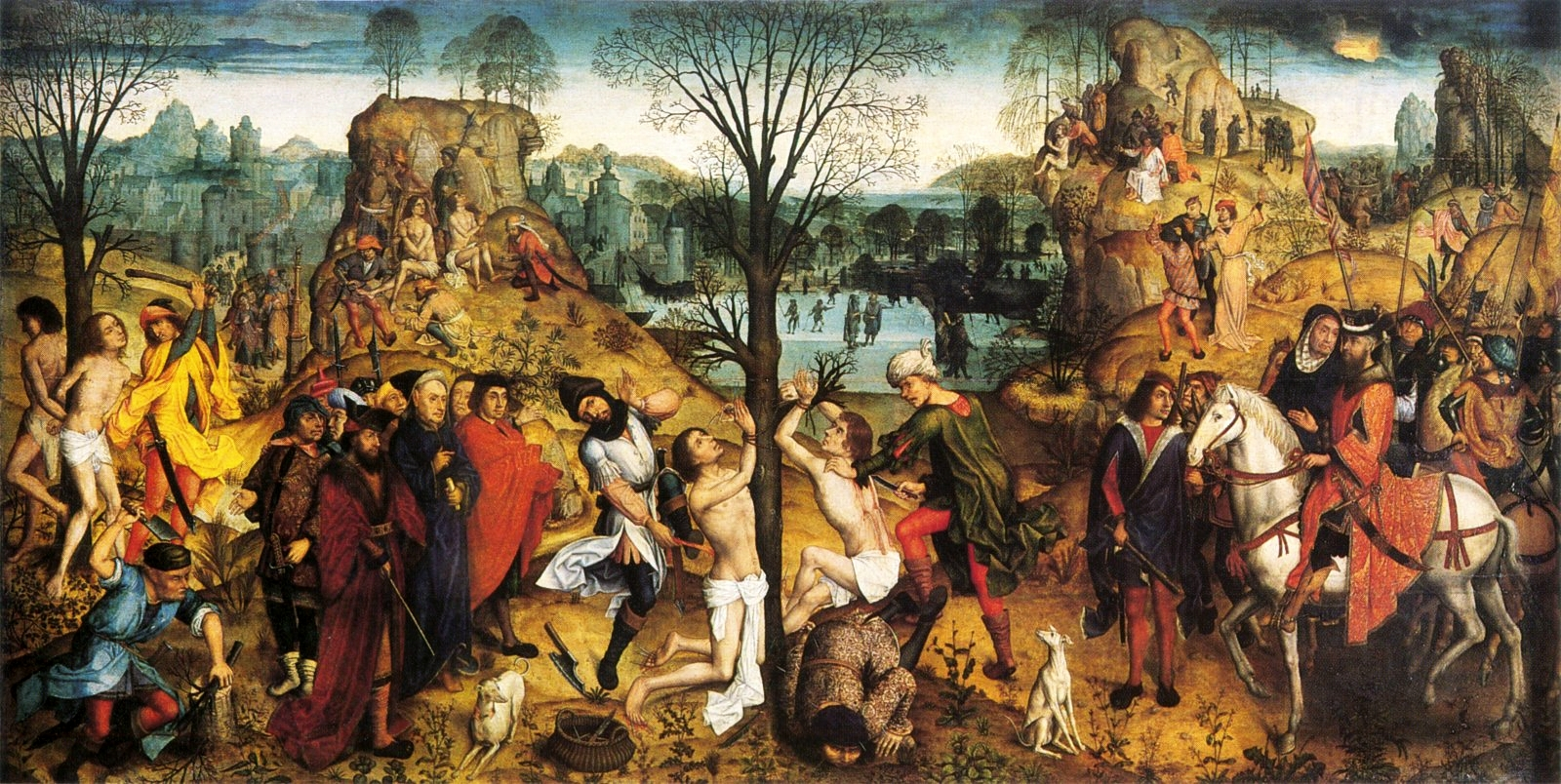
Martiri dels sants Crispí i Crispinià, per Aert van den Bossche, 1494 (Varsòvia, Museu Nacional)
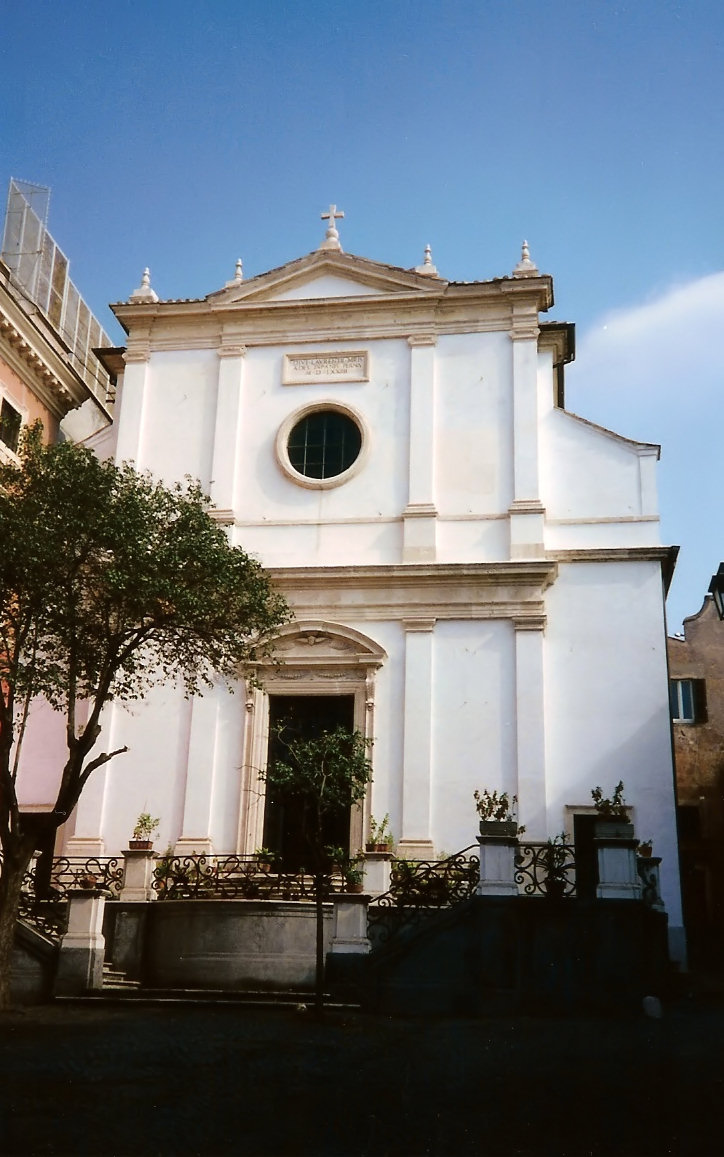
San Lorenzo in Panisperna (Roma), on hi ha la suposada tomba dels dos germans

## Iconografia
Obresː
- Taula de sant Anià, sant Crispí i sant Crispinià, del gremi de sabaters de Barcelona, atribuïda a Gabriel Guàrdia. S. XV (MUHBA)[2]
- Retaule dels sants Crispí i Crispinià a la catedral de Torí, del gremi de sabaters, pintures de començaments del s. XVI[3]
- Dibuix representant l'aparició de la Mare de Déu als sant Crispí i Crispinià, atribuït a Salvador Maella (Madrid, Palau reial)[4]